# Moby Dick (инструментал на „Лед Зепелин“)
Moby Dick е инструментал на английската рок група „Лед Зепелин“, осмата поред песен в техния албум Led Zeppelin II от 1969 година. Песента включва дълго соло на барабаниста на Джон Бонъм. Кръстена е по името на кита от романа на Херман Мелвил „Моби Дик“, но в различни периоди от съществуването на групата е изпълнявана и под алтернативните заглавия Pat's Delight (ранна версия от 1968–1969 с напълно различен китарен риф) и Over the Top (с интрото на Out on the Tiles и оригинален завършващ реприз).

## История на песента
Мелодията се появява след като китаристът и продуцент на „Лед Зепелин“ Джими Пейдж често засичал барабаниста Джон Бонъм да импровизира в студиото и прави запис на части от перкусионните му сола, които после аранжира в едно парче. В песента Пейдж и басистът Джон Пол Джоунс изпълняват блусарски рифове в началото и в края на над 15-минутната композиция, а певецът Робърт Плант не участва, като на концерти той само представя Бонъм пред публиката преди началото на песента. От неизползваните части от студийните записи на Led Zeppelin II става ясно, че барабанното соло, което е издадено в албума е резултат от съкращаване на много по-дълго записано изпълнение.
Китарният риф може да бъде проследен до неизползвания запис The Girl I Love („Момичето, което обичам, има дълга черна коса на вълни“) направен през лятото на 1969 година. Рифът прилича и на този в песента Watch Your Step („Гледай си в краката“) на китариста Боби Паркър от 1961 година, въпреки че следва различна тоналност и темпо. Джон Ленън също признава, че същият този риф на Паркър е оказал съществено влияние за сингъла на „Бийтълс“ от 1964 година I Feel Fine („Чувствам се добре“). Този риф е използван за основа и на началния и припевния риф на песента на „Дийп Пърпъл“ Rat Bat Blue ог седмия им студиен албум Who Do We Think We Are от 1973 година, както и в кавъра на Алман Брадърс на песента One Way Out през 1972 година. Page's riff was used as the theme to BBC Two's Disco 2 rock show.
Барабанното соло на Бонъм често е изпълнявано на концертите на „Лед Зепелин“ от първото им северноамериканско турне (1968–1969 година) и до 1977 година е „витринното“ соло изпълнение на Бонъм. През този период композицията е обявявана под три различни наименования. В ранните концерти от 1968–1969 година е наричана Pat's Delight („Радостта на Пат“), като препратка към съпругата на Бонъм, Пат Филипс. От 1969 до 1975 е известна като Moby Dick, а по време на северноамериканското турне на „Лед Зепелин“ през 1977 година е обявявана като Over the Top, като солото започва с откриващия риф на песента Out on the Tiles („Навън на плочките“) преди плавния преход в продължителното барабанно соло на Бонъм (и със същия заключителен риф като във варианта OMoby Dick). Последният път, когато композицията е изпълнена от „Лед Зепелин“ е на 17 юли 1977 на стадиона „Сиатъл Кингдъм“ и може да бъде открита на различни аудио и видео буутлег записи.
Изпълнено наживо, барабанното соло на Бонъм е траело най-малко 6 минути, но обикновено до 30 минути, при което останалата част от групата напуска сцената след въведението. По време на изпълнението Бонъм често оставя настрани или хвърля по посока на публиката палките си, след което продължава солото с ръце. Понякога причината е, че палките се чупят в резултат от мощното изпълнение на солото.
„Живи“ версии на Moby Dick са включени в албума записан на живо How the West Was Won (с продължителност 19:20, изпълнена на Лонг Бийч Арина през 1972) и в концертния филм от 1974 година, посветен на „Лед Зепелин“, The Song Remains the Same като част от „въображаемите завършеци“ на филма. Включена е и в придружаващия филма саундтрак. В DVD-то The Led Zeppelin DVD също се съдържа 15-минутна версия на композицията, записана през 1970 година в Роял Албърт Хол.
Джими Пейдж ремиксира Moby Dick в плавен преход към композицията Bonzo's Montreux за бокссета Led Zeppelin Boxed Set, издаден през 1990 година.